# Dzika kaczka
Dzika kaczka (oryg. Vildanden) – sztuka napisana w 1884 roku przez norweskiego dramaturga Henrika Ibsena.
Podobnie jak w dramatach Upiory i Wróg ludu tematem utworu jest walka o prawdę. Ibsen ujmuje tu sprawę zupełnie inaczej niż w swoich wcześniejszych dziełach: młodzieniec z reformatorskimi zapędami, Gregers Werle, który głosi potrzebę absolutnego i bezwzględnego unikania wszelkiego fałszu, zostaje niemal skompromitowany. Główny bohater jest przedstawiony w sposób ironiczny, z pewną dozą gorzkiego sarkazmu. Problematyka społeczna jest w tym dziele dalekim tłem dla ukazania konfliktu psychologicznego i ideowego. 
Dzieło zostało przez krytyków uznane zgodnie za jedno z najciekawszych w twórczości dramatopisarza. Jest ono czasem nazywane komedią z tragicznym zakończeniem.

## Osoby dramatu
- Haakon Werle, przemysłowiec,
- Gregers Werle, jego syn
- Stary Ekdal
- Hjalmar Ekdal, jego syn, fotograf
- Gina Ekdal, żona Hjalmara
- Hedvig, ich czternastoletnia córka
- Pani Sörby, gospodyni Haakona Werle
- Relling, lekarz
- Molvik, były student teologii
- Pettersen, lokaj Haakona Werle
- Graaberg, buchalter
- Jensen, wynajęty lokaj
- Korpulentny jegomość
- Łysy jegomość
- Krótkowzroczny jegomość
- Sześciu innych panów, gości Haakona Werle
- Kilku wynajętych lokai